# لمزاوير (سيدي علي بن حمدوش)
لمزاوير هي إحدى مشيخات المملكة المغربية، تتبع جغرافيا لإقليم الجديدة وإداريًا لسيدي علي بن حمدوش. يقدر عدد سكانها بـ 6139 نسمة حسب الإحصاء الرسمي للسكان والسكنى لسنة 2004.